# A magyar állam tulajdonában álló műemlékek listája Pest vármegyében
Az alábbi lista a Pest vármegyében található, magyar állam tulajdonában álló, országos műemléki védettségű ingatlanokat tartalmazza.
 Az alábbi műemléki lista a Magyar Nemzeti Vagyonkezelő Zrt. nyilvántartásának 2013. szeptemberi állapotán alapul, az oldal tartalma csupán tájékoztató jellegű! Az országos műemléki nyilvántartás közhiteles forrása a Lechner Lajos Tudásközpont.
|  | Bővebben: Csővár vára |

|  | Bővebben: Károlyi-kastély (Fót) |

|  | Bővebben: Szent István Egyetem |

|  | Bővebben: Szent István Egyetem |

|  | Bővebben: Grassalkovich-kastély (Gödöllő) |

|  | Bővebben: Márianosztrai Fegyház és Börtön |

|  | Bővebben: Nagybörzsönyi Erdei Vasút |

|  | Bővebben: Teleki–Tisza-kastély |

|  | Bővebben: Arany János Közérdekű Muzeális Gyűjtemény |

|  | Bővebben: Ráday-kastély |

|  | Bővebben: Teleki–Wattay-kastély |

|  | Bővebben: Ámos Imre – Anna Margit Emlékmúzeum |

|  | Bővebben: Szentendrei Képtár |

|  | Bővebben: Kovács Margit Múzeum |

|  | Bővebben: Váci diadalív |

|  | Bővebben: Visegrádi vár |

|  | Bővebben: Visegrádi vár |

|  | Bővebben: Visegrádi vár |

|  | Bővebben: Pone Navata |

|  | Bővebben: Premontrei kolostor (Zsámbék) |

|  | Bővebben: Premontrei kolostor (Zsámbék) |

|  | Bővebben: Zsámbéki Színházi és Művészeti Bázis |